# MANTRAL
『MANTRAL』（マントラル）は、日本のロックバンド・Galileo Galileiのスタジオ・アルバム。2024年9月25日にリリースされた。発売元はOuchi Daisuki Club Records。

## 背景
5thアルバム『Bee and The Whales』以来約1年ぶりにリリースされたオリジナルフルアルバムで6thアルバム『MANSTER』と同時発売となった。
2024年9月11日に、本作の発売に先駆けて収録曲「リトライ」が先行配信された。
本作のタイトルである「MANTRAL」は、人間(Human)とニュートラル(Neutral)から作り出されたGalileo Galileiによる造語だという。
前作までの間にリリースされた『あえたね』は本作には未収録となっている。

## 収録内容
| 全作詞・作曲: 尾崎雄貴、全編曲: Galileo Galilei。 |                        |          |            |      |
| #                                                 | タイトル               | 作詞     | 作曲・編曲 | 時間 |
| 1.                                                | 「リトライ」           | 尾崎雄貴 | 尾崎雄貴   | 4:05 |
| 2.                                                | 「若者たちよ」         | 尾崎雄貴 | 尾崎雄貴   | 3:26 |
| 3.                                                | 「季節の魔物」         | 尾崎雄貴 | 尾崎雄貴   | 4:21 |
| 4.                                                | 「オフィーリア」       | 尾崎雄貴 | 尾崎雄貴   | 2:06 |
| 5.                                                | 「カラスの歌」         | 尾崎雄貴 | 尾崎雄貴   | 3:02 |
| 6.                                                | 「カルテ」             | 尾崎雄貴 | 尾崎雄貴   | 3:54 |
| 7.                                                | 「ブルペン」           | 尾崎雄貴 | 尾崎雄貴   | 4:20 |
| 8.                                                | 「チャウダー」         | 尾崎雄貴 | 尾崎雄貴   | 3:45 |
| 9.                                                | 「MANTRAL」            | 尾崎雄貴 | 尾崎雄貴   | 5:16 |
| 10.                                               | 「5」                  | 尾崎雄貴 | 尾崎雄貴   | 4:10 |
| 11.                                               | 「UFO」                | 尾崎雄貴 | 尾崎雄貴   | 5:28 |
| 12.                                               | 「タタラ」             | 尾崎雄貴 | 尾崎雄貴   | 3:18 |
| 13.                                               | 「きにしないでね」     | 尾崎雄貴 | 尾崎雄貴   | 4:02 |
| 14.                                               | 「やさしいせかい.com」 | 尾崎雄貴 | 尾崎雄貴   | 3:27 |
| 合計時間:                                         | 合計時間:              | 54:40    |            |      |

## 演奏
- 大久保淳也：Saxophone (#1.2)
- Mei Takahashi：Chorus (#10.13.14)